# José Fernández Sánchez
José Fernández Sánchez   (Sada, 20 d'octubre de 1928 - la Corunya, 4 de desembre de 2020), conegut al món del futbol com Paseiro, fou un antic futbolista espanyol de la dècada de 1950.
Després de jugar a la seva ciutat natal (Arrancapinos del Castro, Rayo de Sada), fitxà pel Deportivo de La Corunya, club on romangué cinc temporades entre 1946 i 1951, de les quals dues foren a primera divisió, i una fou cedit al Racing de Ferrol (1949-50). El 1951 marxà a Xile per jugar a la Universidad Católica, on ocupà la posició de Raimundo Infante, jugador que havia marxat a jugar a Europa. A l'equip xilè fou entrenat per Alejandro Scopelli, el qual, quan fou contractat pel RCD Espanyol reclamà el fitxatge de Paseiro. El gener de 1953 fou incorporat a la plantilla de l'Espanyol. Romangué al club durant tres temporades i mitja, fins al 1956, essent la darrera d'elles (55-56) la seva millor temporada al club. La temporada 1956-57 la jugà al Real Jaén i a la 1957-58 al Xerez Deportivo.